# 周榘
周榘（？—？），字于平，金陵人。
周荣光之子，“工诗，善八分书”，與袁枚、吳敬梓友好。擅长打造科学仪器，“造天球拳许，绘长江黄运图仅尺幅，而星经地纬，罗缕毕具”。著有《阙里小志》、《清凉山志》、《幔亭诗钞》等。